# Ермесенда Каркасонська
Ермесенда Каркасонська (ісп. Ermessenda de Carcassona, 972/ 975-977, Сан-Киізе-де-Безора, Іспанія — 1 березня 1058, там же) — графиня, дружина Рамона Борреля I, графа Барселони, Жирони і Узони.

## Біографія
Ермесенда вийшла заміж за Рамона Бореля близько 991 року і спільно правила з ним до його смерті в 1017, після чого правила сама як регент під час неповноліття сина (1017-1021), а після 1021 як співправитель. У 1035 син раптово помер, заповівши свої володіння своїм нащадкам, і Ермесенда стала регентом при своєму онукові в 1035-1039 роках і співправителем після 1039. У цей період відзначено ослаблення влади графів Барселони, відбулося повстання баронів, зберігачів замку лордів і радників з епіцентром в Пенедесі і на чолі з Миром Жерибертом (кат. Mir Geribert), які кинули виклик Барселоні і її політиці підтримки миру з мусульманами в обмін на виплату данини.